# Спусковой тросик

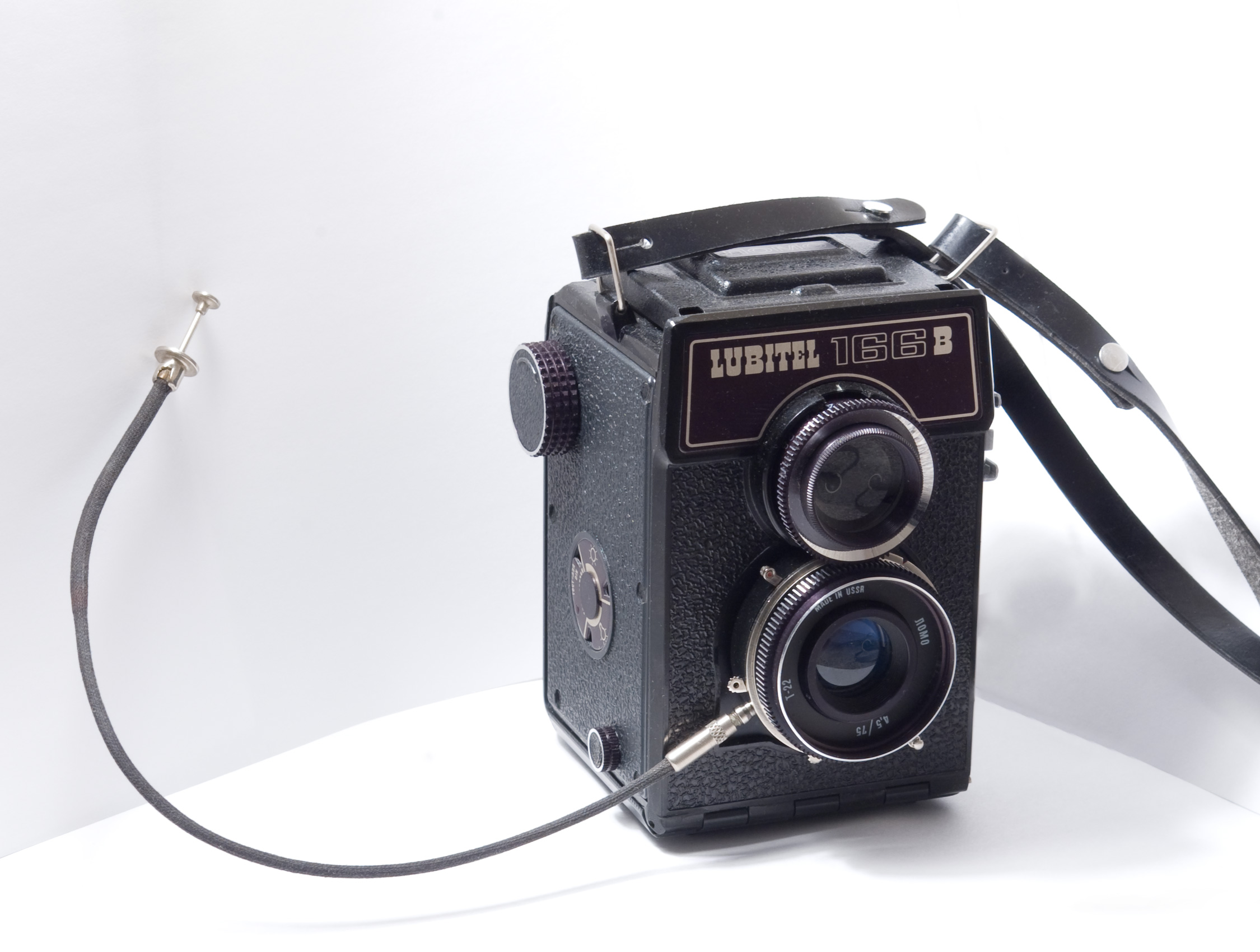
Механический спусковой тросик, подсоединенный к фотоаппарату «Любитель-166В»

Спусковой тросик — тонкий стальной трос в гибкой металлической оболочке, вворачивающийся одним концом в специальное гнездо или спусковую кнопку фотоаппарата. Основное назначение спускового тросика — изолировать камеру от колебаний, которые могут быть вызваны рукой фотографа при нажатии на кнопку спуска затвора. На противоположном конце тросика находится подпружиненная нажимная кнопка, иногда снабжённая фиксатором для длительных выдержек.

## Назначение

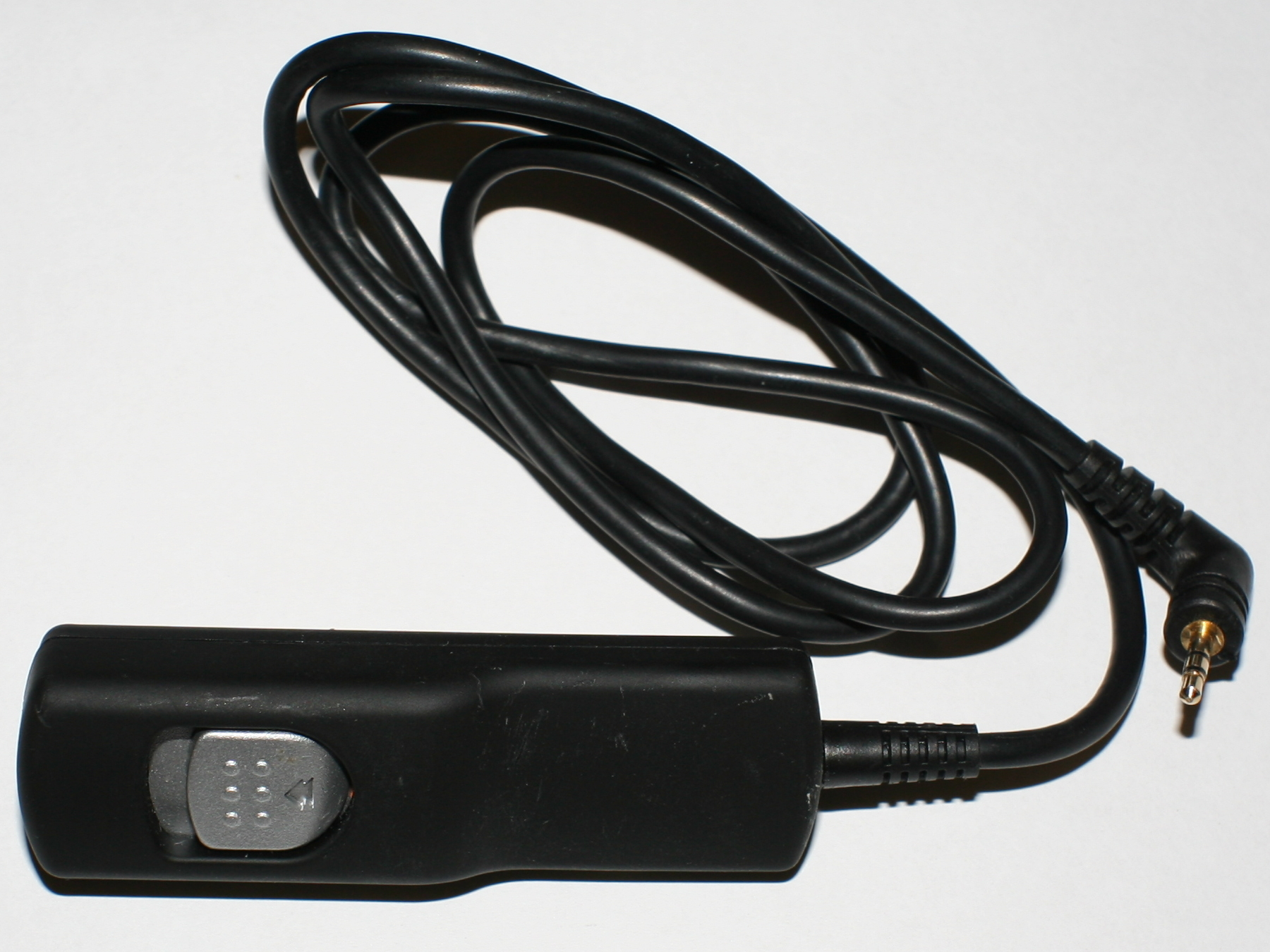
Удлинитель электроспуска для фотоаппаратов Canon EOS

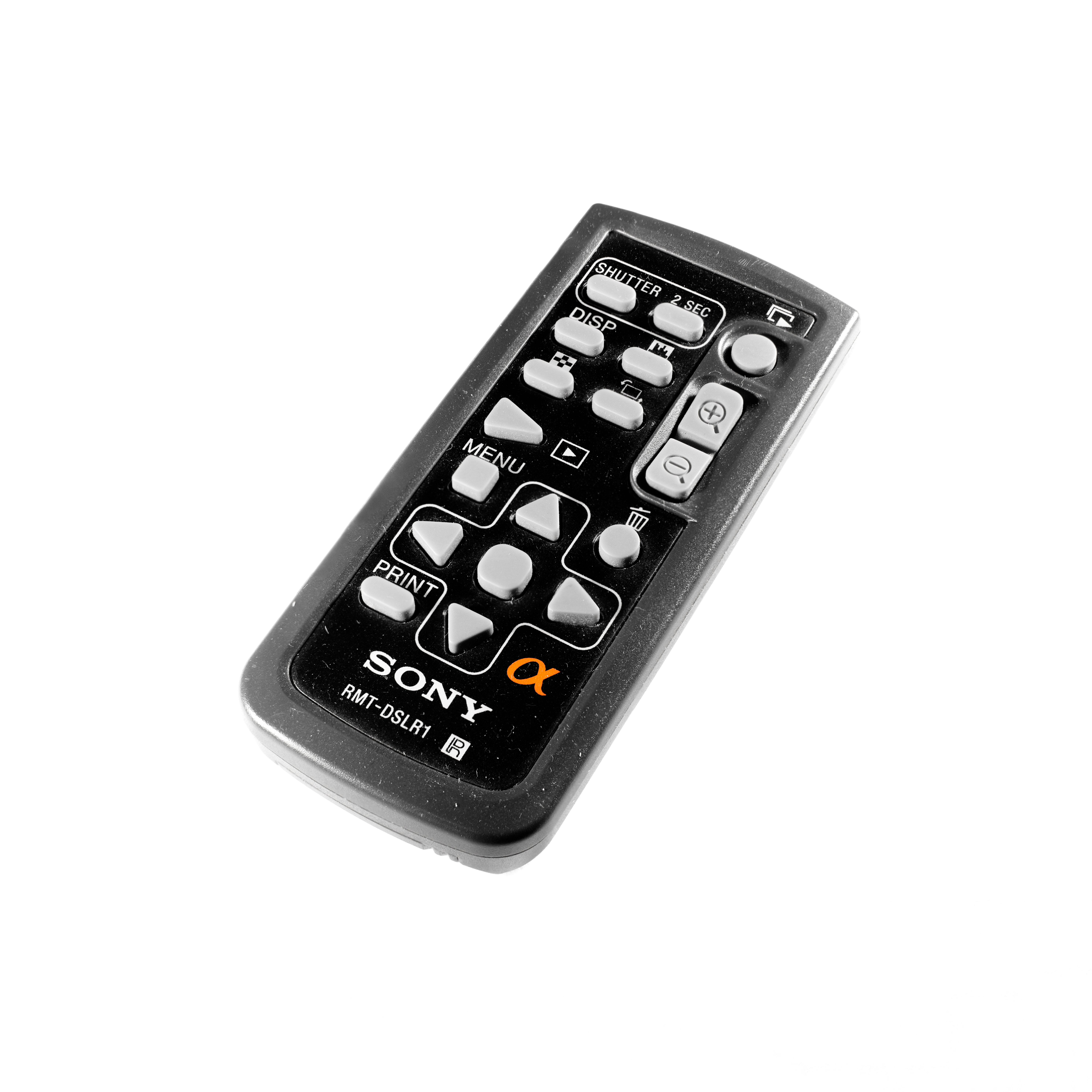
Инфракрасный дистанционный триггер от Sony

Тросик используется для съёмок с ручными выдержками или в случае многократной экспозиции, чтобы избежать нежелательного сдвига камеры. В XIX и начале XX века для этих же целей служил пневматический спуск с резиновой грушей на шланге, соединённом с затвором. Спусковой тросик в те годы называли «металлическим спуском». Спусковыми тросиками комплектовались некоторые типы узкоплёночных любительских кинокамер. Например, в камерах серии «Красногорск» тросиком осуществлялся как пуск механизма при обычной киносъёмке, так и его срабатывание при покадровой.
Механические тросики пригодны с фотоаппаратурой, оснащённой затворами с механическим приводом. Для обеспечения совместимости существует международный стандарт ISO конической резьбы крепления тросиков, поэтому подавляющее большинство фотоаппаратов во всём мире совместимы с любыми тросиками. В СССР такая резьба с углом конуса 28° была стандартизирована в 1948 году. В современных камерах с электромеханическими затворами для дистанционного спуска вместо механического привода может использоваться электрический провод с контактной группой, включённой в цепь параллельно спусковой кнопке. В большинстве случаев это упрощает конструкцию затвора, и гнездо для механического тросика не предусматривается в фотоаппаратах, начиная с конца 1980-х годов. Удлинитель электроспуска полностью заменил механический привод, и поэтому часто называется тросиком. Большинство профессиональных и любительских цифровых зеркальных фотоаппаратов оснащаются специальным разъёмом для подключения дистанционного спуска. 
Этот же разъём может использоваться для соединения с инфракрасным или радиомодулем беспроводного спуска. При наличии автофокуса дистанционный электроспуск дублирует функцию поджатия спусковой кнопки, приводящего в действие фокусировку и экспонометр. В отличие от механических тросиков, соответствующих общемировому стандарту, электрические удлинители совместимы только с определёнными фотоаппаратами или их семействами. Это обусловлено различной функциональностью и особенностями интерфейса аппаратуры различных брендов. Наиболее совершенные версии удлинителей электроспуска дополнительно оснащаются таймером.